# ادمون بلان
ادمون بلان (بالفرنسية: Edmond Blanc)‏ هو سياسي فرنسي، ولد في 22 فبراير 1856 في باريس في فرنسا، وتوفي في 12 ديسمبر 1920 في نويي-سور-سين في فرنسا. انتخب عمدة لاسيل سان كلو وانتخب نائب فرنسي (3 سبتمبر 1893 – 31 مايو 1902).